# Exploding Star Orchestra
Das Exploding Star Orchestra ist eine US-amerikanische Jazzband, die 2005 unter Leitung des Kornettisten Rob Mazurek in Chicago gegründet wurde.

## Bandgeschichte

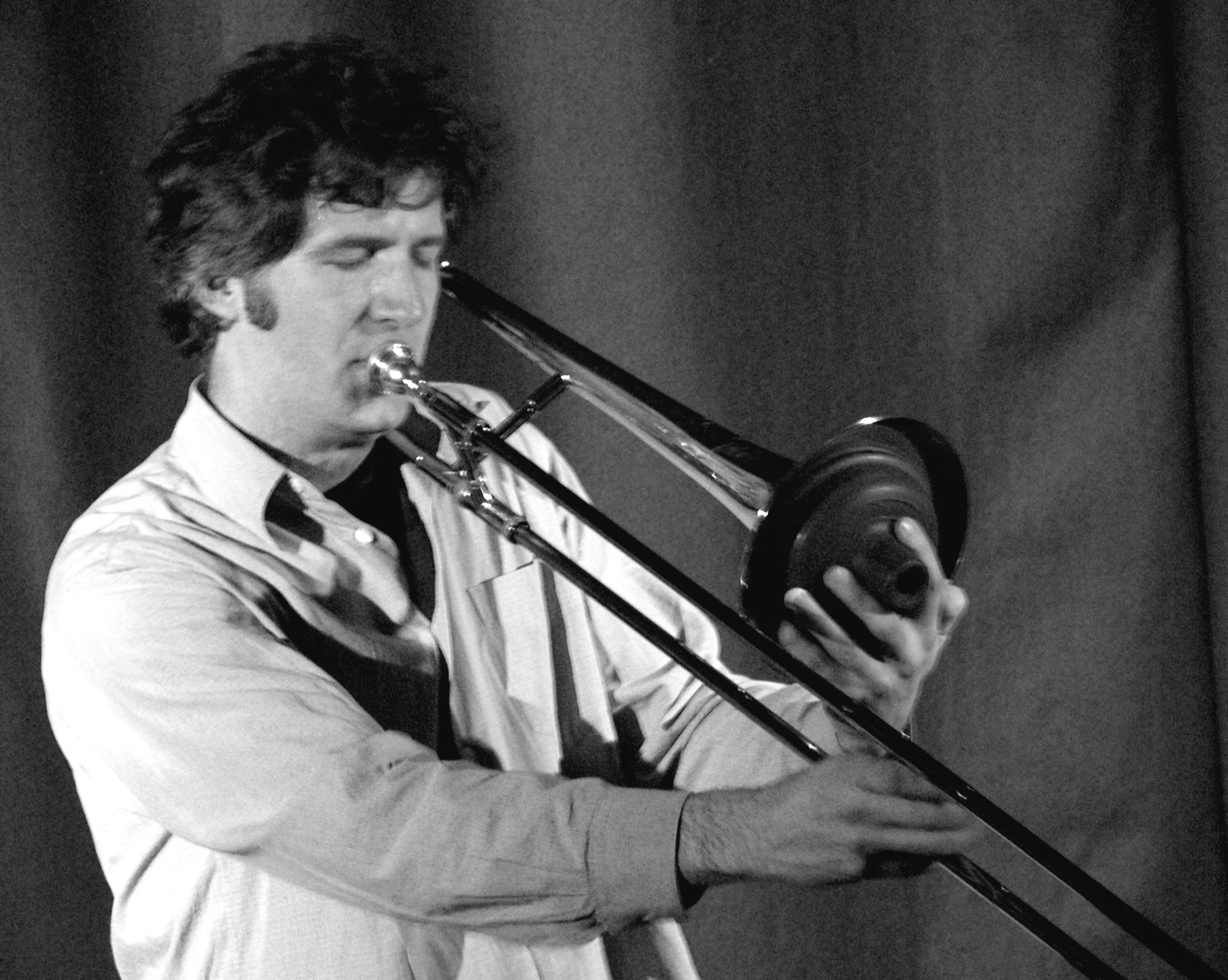
Jeb Bishop (Foto: Seth Tisue)

Im Exploding Star Orchestra spielen in wechselnden Besetzungen Mitglieder der Bands Tortoise, Isotope 217, Town and Country, Black Earth Ensemble, Loose Assembly, die teilweise zur Association for the Advancement of Creative Musicians (AACM) gehören; dazu gehörten Josh Abrams (Bass), Jason Adasiewicz (Vibraphon), Jason Ajemian (Bass), Jim Baker (Piano), Matt Bauder (Bassklarinette, Tenorsaxophon), Josh Berman (Kornett), Carrie Biolo (Vibraphone, Marimba), Jeb Bishop (Posaune), John Herndon (Schlagzeug), Jeff Kowalkowski (Piano), Matthew Lux (Bass), John McEntire (Marimba, Gongs), Nicole Mitchell (Flöte, Gesang), Jeff Parker (Gitarre), Mike Reed (Schlagzeug), Jason Stein (Bassklarinette), Greg Ward (Altsaxophon, Klarinette) und Corey Wilkes (Flügelhorn).
Die Formation entstand, als Mazurek vom Chicago Cultural Center und dem Jazz Institute den Auftrag erhielt, für ein Konzert ein Avantgarde-Jazz-Ensemble zusammenzustellen. Zunächst wurde die Suite We Are All from Somewhere Else dargeboten. Das gleichnamige Album wurde im Juni 2006 in Chicago eingespielt und erschien 2007 bei Thrill Jockey. 2008 entstand ein weiteres Album der Band in Zusammenarbeit mit Bill Dixon; 2010 folgte bei Delmark Records das dritte Album Stars Have Shapes; im Rahmen einer Europatournee spielten sie u. a. ein Konzert beim Jazzfestival Saalfelden. 2013 folgte unter dem veränderten Titel Exploding Star Electro Acoustic Orchestra das Album The Space Between.
2015 erschien das Doppel-Album Galactic Parables Vol. 1 bei Cuneiform Records, bei dem dasselbe Programm an zwei verschiedenen Städten aufgeführt wurde, sowohl in Sardinien als auch in Chicago. Amiri Baraka war von der Synthese des Exploding Star Orchestra aus Alt und Neu beeindruckt: „Eigentlich sehr schockierend, wenn man sieht, wie gut sie den ganzen Einfluss von Sun Ra aufgenommen haben und dann ihr eigenes Ding machten.“
2018 trat eine transatlantische Version des Exploding Star Orchestra (ESO) mit Musikern aus Berlin und Chicago beim JazzFest Berlin auf, da das Orchester „gemäß des [sic!] eigenen Namens keine fest umrissene Entität, keine feste Besetzung“ ist – „es entsteht im Moment und vollzieht sich unaufhaltsam, wenn die richtigen Kräfte zusammenkommen und wirksam werden.“ 2020 erschien das Album Dimensional Stardust,
gefolgt von Lightning Dreamers (International Anthem, 2023) und Live at the Adler Planetarium (2024).